# Mahabat Maqbara

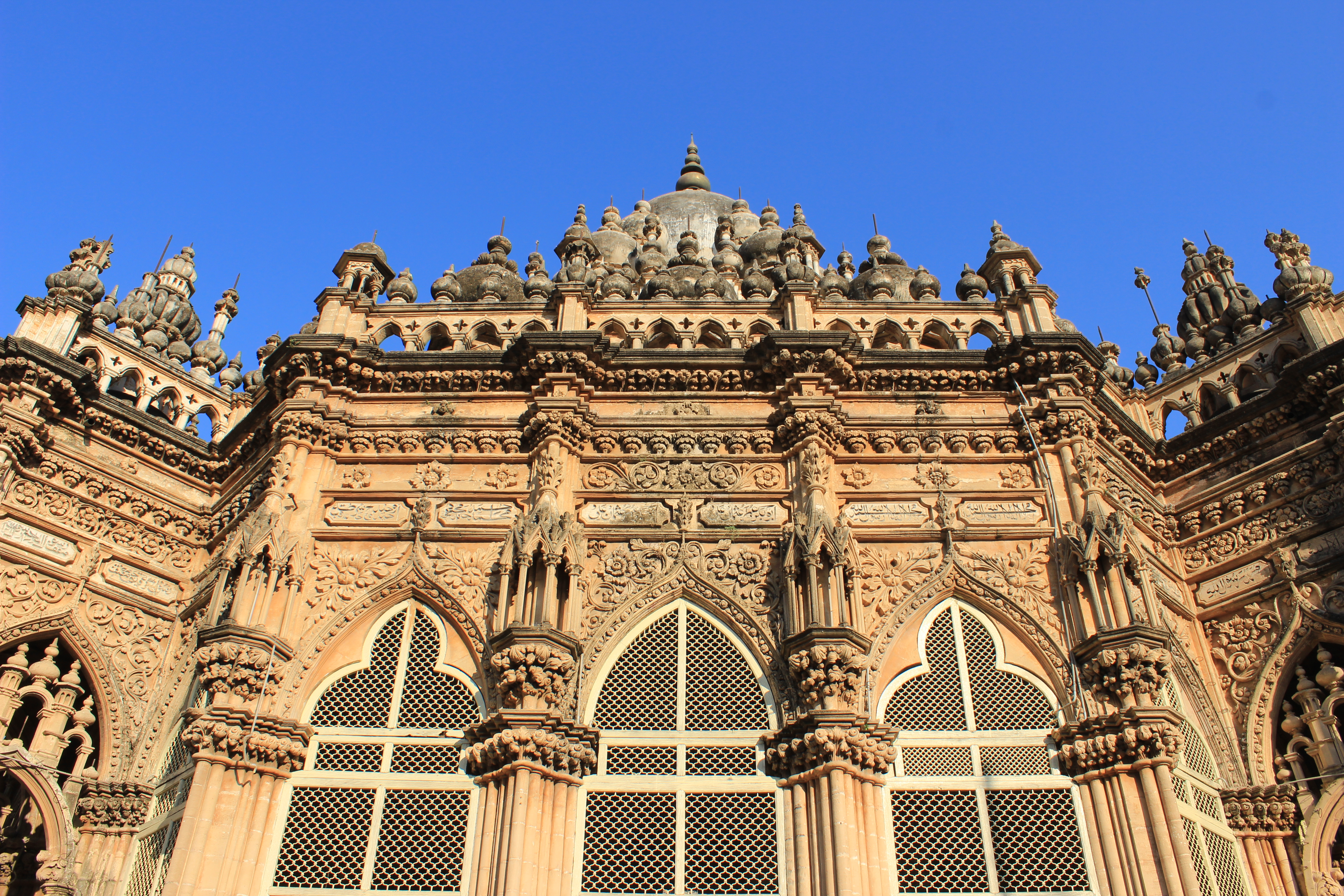
Le Mahabat Maqbara. Février 2020.

Le Mahabat Maqbara est un mausolée situé à Junâgadh dans l'état indien du Gujarat. Jadis palais des nababs de Junâgadh, il est le mausolée du vizir Bahaduddinbhai Hasainbhai. Construit au XIXe siècle, c'est le plus vieux monument moghol de la ville.
Il fait partie des monuments historique de l'UNESCO